# Venice (Christian Fennesz)
Venice è un album in studio di Christian Fennesz, pubblicato nel 2004 con l'etichetta Touch. Nel 2014 è stata pubblicata un'edizione del decimo anniversario, con l'aggiunta di una traccia ("The Future Will Be Different") all'inizio e un'altra traccia ("Tree") alla fine dell'elenco dei brani.
Su Metacritic, che assegna un punteggio medio ponderato su 100 alle recensioni dei critici principali, Venice ha ricevuto un punteggio medio dell'82% basato su 14 recensioni, indicando "un plauso universale".
Pitchfork l'ha battezzato il 21 ° miglior album del 2004.

## Tracce
1. Rivers of Sand – 4:42
2. Château Rouge – 6:40
3. City of Light – 6:34
4. Onsra – 0:20
5. Circassian – 5:49
6. Onsay – 1:08
7. The Other Face – 3:25
8. Transit – 4:59
9. The Point of It All – 5:01
10. Laguna – 2:56
11. Asusu – 0:55
12. The Stone of Impermanence – 6:37